# Hranice deseti sekund

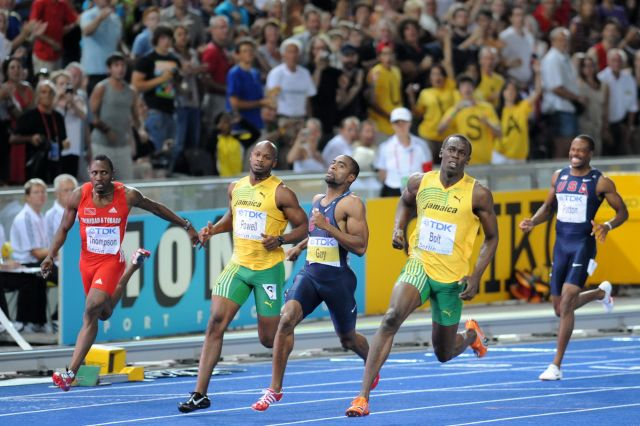
Finále běhu na 100 metrů na MS v Berlíně 2009. Usain Bolt zde zaběhl platný světový rekord 9,58 s.

Hranice deseti sekund je sportovní pojem, odkazující na jeden z nejobdivovanějších atletických výkonů – schopnost zaběhnout stometrový sprint v čase pod 10 sekund. Až do konce 80. let šlo o zcela výjimečný výkon, dnes je počet sprinterů schopných takového výkonu podstatně vyšší (přestože tato schopnost stále zůstává vlastností sprinterské extratřídy). První v historii dokázal elektronicky zvládnout stovku pod 10 americký sprinter Jim Hines, který na olympiádě v Mexiku v roce 1968 běžel za 9,95 s. Poprvé v nížinných podmínkách zaběhl stovku pod deset jeho krajan Carl Lewis, a to v roce 1983 a v čase 9,97 s. Dnes se světový rekord zásluhou jamajského běžce Usaina Bolta zastavil již na hodnotě 9,58 s (Berlín, 2009). Při běhu na sto metrů pod deset sekund obvykle sprinteři dosahují okamžité rychlosti nad 40 km/h.
Téměř všichni sprinteři, kteří dokázali běžet regulérně 100 metrů pod 10 sekund, jsou západoafrického původu. Pouze několik dalších je etnicky původu jiného (Frankie Fredericks z Namibie (nejlépe 9,86 s), Patrick Johnson z Austrálie (9,93 s) a jediný běloch – Francouz Christophe Lemaitre (9,92 s). V roce 2011 se k nim zatím jako poslední přidal také Ngonidzashe Makusha ze Zimbabwe (9,89 s.). K únoru roku 2025 běželo regulérně již 199 sprinterů stometrovou trať pod 10 sekund. Nejvíce (přes 50) jich je z USA, na druhém místě (kolem 20) pak z Jamajky. Český národní rekord má dnes hodnotu 10,16 s. (Zdeněk Stromšík, 2018 a Jan Veleba, 2019). Ženy se pod hranici deseti sekund zřejmě nikdy nedostanou (maximální možnosti jejich organismu se podle odhadů fyziologů pohybují asi kolem 10,30 s.), současný světový rekord Američanky Florence Griffith-Joynerové (10,49 s. z roku 1988) navíc není sprinterskou konkurencí vážně ohrožován.

## Letmých 100 m
Při štafetovém běhu na 4 x 100 metrů běhají nejlepší sprinteři svůj letmý úsek dokonce pod 9 sekund (nejlépe zatím Usain Bolt za 8,65 s v Nassau roku 2015), ženy se pak s letmým startem dokážou vtěsnat pod 10 sekund (nejrychleji oficiálně zatím Američanka Evelyn Ashfordová v roce 1984 za 9,77 s).